# توماس أ. أودونيل
توماس أ. أودونيل (بالإنجليزية: Thomas A. O'Donnell)‏ هو شخصية أعمال أمريكي، ولد في 26 ديسمبر 1870 في McKean Township, Pennsylvania ‏ في الولايات المتحدة، وتوفي في 21 فبراير 1945 في لوس أنجلوس في الولايات المتحدة.